# Mortonagrion hirosei
Mortonagrion hirosei é uma espécie de libelinha da família Coenagrionidae.
Pode ser encontrada nos seguintes países: Hong Kong e Japão.
Os seus habitats naturais são: rios e marismas.
Está ameaçada por perda de habitat.